# Bilekal, Kushtagi
Bilekal là một làng thuộc tehsil Kushtagi, huyện Koppal, bang Karnataka, Ấn Độ.